# Literaturrevolution
Mit dem Begriff Literaturrevolution umreißt man eine Vielzahl heterogener und teilweise kurzlebiger literarischer Einzelströmungen und Gruppierungen, die zu Beginn des 20. Jahrhunderts in der europäischen Literatur aufkamen. Dazu zählen u. a.
- der Futurismus,
- der Expressionismus, vor allem der Sturmkreis,
- der Dadaismus,
- der Kubismus,
- der Surrealismus und
- der Poetismus.

Oft werden auch der literarische Naturalismus und die ästhetisierenden Gegentendenzen am Ausgang des 19. Jahrhunderts wie Symbolismus oder Impressionismus als Phasen der Literaturrevolution betrachtet, als Erste und Zweite Moderne.
Die Einzelstile verbindet bei allen Unterschieden, dass sie
- die Traditionen des Bildungsbürgertums ablehnten, insbesondere dessen an der Weimarer Klassik und Romantik geschultes Verständnis von Literatur und sämtliche Dichtungsformen der bürgerlichen Ästhetik,
- neue Ausdrucksmöglichkeiten suchten in der Auffassung der Sprache als akustischem, phonetischem, grammatischem oder visuellem Material, das z. B. zu abstrakter und konkreter Poesie, Montage und Collage führte und
- gegenüber vielen anderen Literaturströmungen ein politisches oder ideologisches Engagement – Pazifismus, Anarchismus, Kommunismus, Faschismus – vertraten.

Sie sind widersprüchliche Aspekte innerhalb der Öffnung aller Künste für den Stilpluralismus, die das Verhältnis von Kunst und Wirklichkeit auf radikale Weise neu deuteten, um die Rolle der Kunst in den politisch-sozialen und wissenschaftlichen Umbrüchen an der Schwelle zur Moderne zu definieren. Die einzelnen Stile nach formalen Gesichtspunkten zu unterscheiden ist schwierig und oft unmöglich, da sie dieselben Mittel für sehr unterschiedliche Zwecke einsetzten. So diente die Montage aus Sprachmaterialien im italienischen Futurismus der Verherrlichung von Krieg und Faschismus, in der Zürcher Dada-Schule dazu, bedingungslosen Pazifismus zu fordern. Auch die Stile selbst stellen keine einheitlichen Gruppierungen da, wie z. B. die Zürcher und Berliner Dadaisten sich unterschieden oder die untereinander zerstrittenen Surrealisten.
Eine Abgrenzung wird nur da möglich, wo die Gruppierungen in den gesellschaftlichen Umbrüchen politisch Partei ergriffen wie der russische Futurismus für den Kommunismus und der italienische Futurismus für den Faschismus; statt eines Einzelbegriffs wird deshalb oft das Paar Literatur und Revolution verwandt, z. B. in Leo Trotzkis gleichnamiger Schrift (1923) und seinem gemeinsam mit André Breton verfassten Manifest Für eine unabhängige revolutionäre Kunst (Pour un art indépendant révolutionnaire, 1938). Da jedoch die ästhetischen Ansätze der Einzelstile vor allem Widerspiegelungen der sozialen Wirklichkeit waren, ist der Begriff Literaturrevolution dennoch gerechtfertigt.
Ab den 1950er-Jahren entstanden aus den Wurzeln der Literaturrevolution experimentell mit dem Sprachmaterial arbeitende Gruppierungen wie der Darmstädter Kreis, die Wiener Gruppe und die Stuttgarter Gruppe/Schule um Max Bense. Daneben wurden einzelne Dichter und Schriftsteller wie Helmut Heißenbüttel, Arno Schmidt oder H. C. Artmann inspiriert. Ausdrucksformen wie Visuelle Poesie, Lettrismus, Computer-, Medien- und Netzkunst, Antiroman und Antitheater entstanden in der Folge der Rezeption.